# 쓰시마 해류

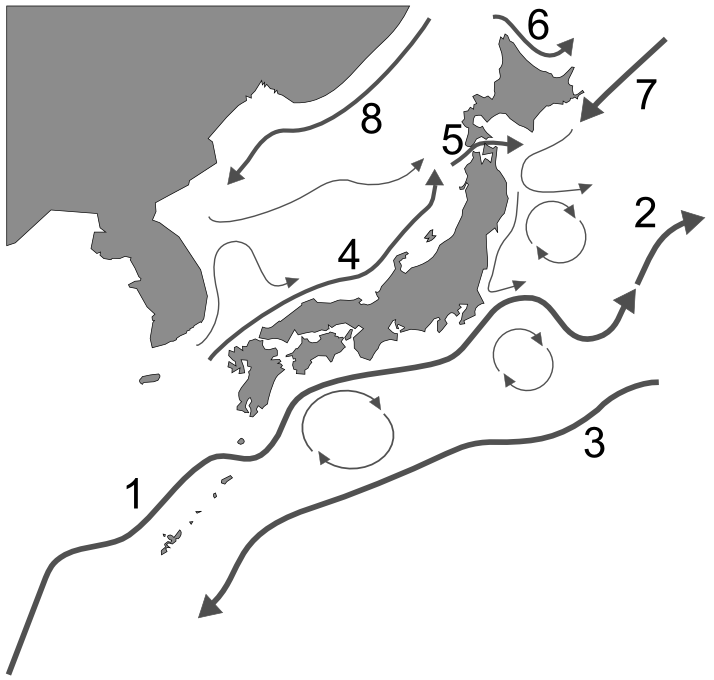
일본 열도 근해의 해류. 4번이 쓰시마 해류의 본류 및 일본연안지류이다.

쓰시마 해류(일본어: 対馬海流)는 동중국해에서 쿠로시오 해류에서 갈라져 나온 해류이다. 동해로 흘러들어 동해를 따라 북상한다. 쿠로시오 해류의 성질을 거의 잃고 고온에다가 밀도가 높기 때문에 동해 표면에 퍼지는 경향을 나타낸다. 쿠로시오에 비해 투명도는 약간 작지만 쿠로시오 특유의 검은빛이 많이 사라진 코발트빛을 띤다. 이것은 중국 대륙, 한반도, 일본 열도에서 공급되는 담수가 열대계의 검은 바닷물에 섞여들어가기 때문에 일어나는 현상이다.  동해 쪽의 눈은 주로 쓰시마 해류에서 증발하여 북서 계절풍에 의해 운반되어 온 수분 때문이다. 이와 같이 쓰시마 해류는 작은 해류이지만 쿠로시오와 쿠릴 해류 못지않게 한국의 기후를 지배한다.
쓰시마 해류는 쓰시마섬 부근에서 두 갈래로 갈라지는데, 이 가운데 쓰시마섬 남동쪽을 지나 일본의 서쪽 해안을 따라 북상하는 해류를 쓰시마 해류 일본연안지류라고 한다. 쓰시마섬 북서쪽으로 흐르는 해류는 대한민국 경상북도 포항시 동쪽 부근에서 또 두 갈래로 나뉘는데, 서쪽 해류를 동한난류라고 하고, 동쪽 해류를 쓰시마 해류 외해지류라고 한다.